# Kuiper (cràter lunar)

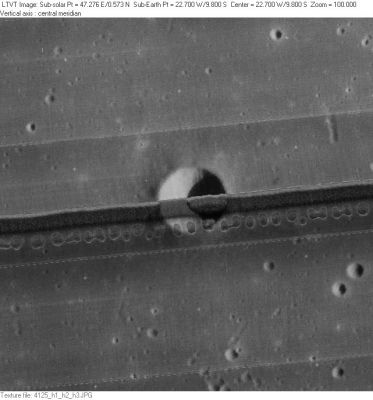
Fotografia de la missió Lunar Orbiter 4

Kuiper és un petit cràter d'impacte lunar situat en una zona de la Mare Cognitum relativament freturós d'altres elements rellevant propers. Es tracta d'una formació circular en forma de copa, amb sols un grau de desgast menor. Aquest cràter va ser prèviament identificat com Bonpland E abans de ser canviat el nom per la UAI. El cràter inundat de lava Bonpland es troba a l'est, en el marge de la Mare Cognitum.

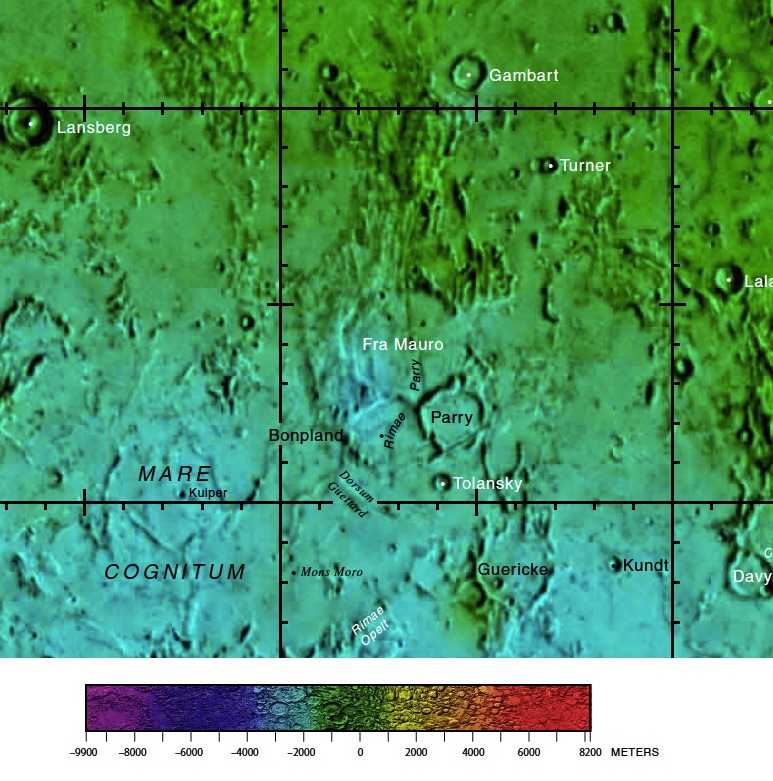
Localització de Kuiper (quadrant inferior esquerre de la imatge)

A l'est-sud-est del cràter Kuiper es troba el lloc de l'allunatge de la sonda Ranger 7, la primera nau espacial nord-americana que va fotografiar la Lluna. Gerard Kuiper va ser el científic encarregat del projecte del Programa Ranger, rebent el cràter el seu nom després que morís en 1973.